# Alan Hillgarth
Alan Hug Hillgarth (Londres, 7 de junio de 1899 - Ballinderry, Tipperary, Irlanda, 28 de febrero de 1978) fue miembro de la Royal Navy y cónsul del Reino Unido en las Baleares durante la guerra civil española.

## Biografía
Descendiente de una familia de médicos, en 1911 ingresó como oficial en la Royal Navy. Participó en la Primera Guerra Mundial. Una vez terminada esta, estudió en el King's College de Cambridge. Posteriormente retornó al servicio entre los años 1919 y 1927, del que se retiró como capitán de corbeta.
Participó en la fallida búsqueda del Tesoro Perdido de Sacambaya en Bolivia, durante el año 1928.
En 1929 contrajo matrimonio con Mary Sidney Katharine Almina y ambos establecieron su residencia en España. En 1932 compraron la posesión de Son Torrella en Santa María del Camino (Mallorca) y Hillgarth, fue nombrado vicecónsul honorario en Palma de Mallorca.
Cuando se produjo en el año 1936 el levantamiento militar, Hillgarth se encontraba fuera de Mallorca, a la que volvió para organizar la evacuación de los súbditos británicos.
Entre 1936 y 1939, ejerciendo sus tareas de vicecónsul y posteriormente de cónsul, envió numerosos informes a Londres sobre la situación de Mallorca. Para ello contaba con una oficina en El Terreno a fin de estar más cerca del atraque de los barcos ingleses que llegaban al puerto de Palma.  
En febrero de 1939, a bordo del crucero HMS Devonshire, colaboró en la rendición de la isla de Menorca a los nacionales y simultánea huida de significados republicanos que acogió dicho buque.

## Segunda Guerra Mundial
Como agregado de la embajada británica en Madrid colaboró en varias operaciones destacando entre estas la Operación Mincemeat, que logró, exitosamente, engañar a los alemanes de que el desembarco aliado sería mediante las islas Griegas y no vía Sicilia.